# Leelo Tungal
Leelo Tungal (Tallinn, 1947. június 22. –) észt író és költő. Az egyik legtermékenyebb gyermek- és ifjúsági könyvszerző  Észtországban.

## Élete
1954 és 1965 között Ruilában és Tallinnban járt iskolába. 1972-ben szerzett diplomát észt filológia szakon a Tartui Állami Egyetemen. Később az észt nyelv tanáraként alkalmazták. Az Észt SZSZK-ban ifjúsági folyóiratokban (Pioneer és a Täheke) dolgozott. 1979-ben csatlakozott az Észtországi Írók Szövetségéhez. 1984 és 1989 között az Észt Bábszínházban dolgozott. 1994-ben megalapította a Hea Laps (A jó gyermek) magazint, ennek lett a főszerkesztője. 1994-től 1996-ig az Eestimaa újság szerkesztője volt.
1966-ban debütált íróként a Kummaliselt kiivitajad kurtsid versantológiában. Számos felnőtt- és gyermektörténetet, verset és opera-librettót írt. Orosz, angol és német műfordítóként is dolgozott. Közismert dalszövegek alkotójaként is ismert. Egyik szerzeménye: a Muretut meelt ja südametuld (Gondtalan elme és a szív lángjai) képviselte Észtországot az 1993-as Eurovíziós Dalfesztivál előválogatóján. Másik dala, a Nagu merelaine (Mint egy tengeri hullám) részt vett az 1994-es Eurovíziós Dalfesztiválon és az ország történetében először bejutott a döntőbe.

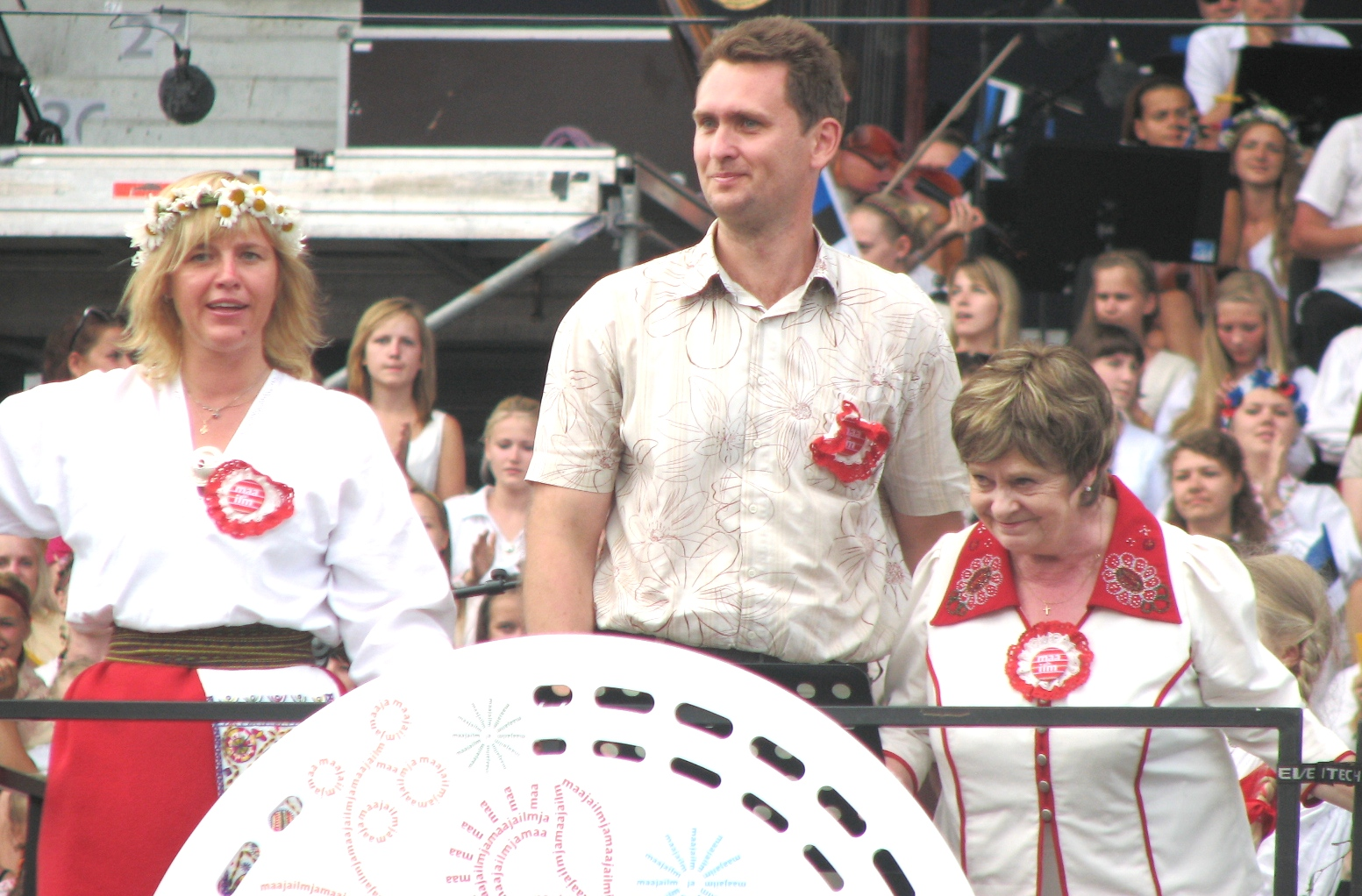
A Szép öröm dal Triin Koch, Aare Kruusimäe és Leelo Tungal előadásában a XI. Ifjúsági dal- és táncfesztiválon, 2011. júliusában

Leelo Tungal mintegy 50 gyermekkönyvet, 12 verseskötet írt felnőtteknek, egy novellagyűjteményt és egy regényt adott ki. Több mint 200 dalszöveg szerzője. Műveit több nyelvre lefordították.

### Családja
Leelo Tungal Raimo Kangro észt zeneszerző (1949–2001) felesége volt. A házaspárnak három lánya született, egyikük Maarja Kangro író.

## Művei

### Verseskötetek
- Karune lugu (1975) A medve története
- Koera elu (1976) A kutya élete
- Mooni avastamine (1978) A Hold felfedezése
- Hundi lugemine (1978) A farkas olvas
- Väike ranits (1982) Kis hátizsák
- Tere-tere (1985) Helló világ
- Sul on teha mehetöö (1987) Férfinek kell lenned
- Vana vahva lasteaed (1988) Régi óvoda (gyűjtemény)
- Minu kodu (1991) Az otthonom
- Ema abilised (1991) Anya segítői
- Aastaring (1992) Egész évben
- Tondu (1993)
- Põrsas Pamp (1993) Pamp, a kismalac
- Põrsapõli (1994) Malacka
- Palju õnne sünnipäevaks! (1994) Boldog születésnapot!
- Tubli lapse tunnikell (1996) Jó gyermekek órája
- Päkapiku pähklikott (1996) A törpe diózsákja
- Kõik on emadele kallid (1996) Minden kedves az anyák számára
- Kassileegu (1996) Macskaláz
- Küll on hea! (1998) Ez jó!
- Marjajuur lume all (2000) Bogyó, gyökér a hó alatt
- Tema amet (2001) Az ő munkája
- Sampo värviraamat (2001, 2002, 2003) Sampo kifestőkönyv
- Kirjad jõuluvanale (2001) Levelek a Mikulásnak
- Pururikas laps (2002) Keserű gyermek
- Kõige ilusam ema (2002) A legszebb anya
- Väike jõulusoov (2004) Kis karácsonyi kívánság
- Lepatriinu faksiga (2004) Katicabogár faxon (gyűjtemény)
- Salajutt (2006) Titkos történet
- Lätikeelne jäätis (2006) Lett jégkrém
- Koer tunneb koera (2006) A kutya ismeri a kutyát (válogatás: történetek és versek)
- Sabaga päike (2007)
- Чем измерить озорство? / Kuidas mõõta põngerjatempe? (2009) Hogyan mérhető a visszafordulási sebesség? (orosz és észt nyelven)
- Loomabeebits (2009) Állati baba
- Lüks ja kama kaks (2009) Egy és kettő
- Jõuluajal juhtuvadki imed (2009) Csodák történnek karácsonykor
- Tragi tüdruk Kata (2011) Élénk lány Kata
- Liisbeti päev (2011) Erzsébet napja
- Südasuvi (2012) Szív nyáron (gyűjtemény)
- Meie koduloomad (2012) Háziállataink
- Porgand töötab porgandina (2013) A sárgarépa sárgarépaként működik
- Vanaema on meil nõid (2014) A nagymamának van egy boszorkánya
- Konn kobrulehe all (2015) Béka a levél alatt
- Päkapikud askeldavad (2018) A törpék elfoglaltak

### Prózakötetek
| - Neitsi Maarja neli päeva (1980, 2008) Szűz Mária négy napja - Pool koera (1983) - Kirju liblika suvi (1986) A pillangó nyári változatossága - Kartul, lehm ja kosmonaut (1986) A burgonya, a tehén és az űrhajós - Kristiina, see keskmine (1989, 2008, 2014) Krisztina, ez az átlag (Az Első könyvem-sorozatból) - Pille, Madis ja teised (1989) Pille, Madis és mások - Barbara ja suvekoerad (1992) Barbara és az őszi kutyák - Humanitaarmõrv Bestoonias (1993) Emberséges gyilkosság Bestoniában (Lola Fiaccola álnéven) - Vampiir ja pioneer (1993) A vámpír és az úttörő - Vaesed jõulud, rikkad jõulud (1993) Szegény karácsony, gazdag karácsony - Barbara ja sügiskoerad (1994) Barbara és az őszi kutyák - Nagu kass ja koer (1995) Mint egy macska és egy kutya - Ema Luule jõulukaardid (1995) Anya-költő karácsonyi képeslapok - Krutski linna lood (1997) Krutsk város története - Kollitame! Kummitame! ehk Kollikooli kasvandike juhtumisi tänapäeval (1997) - Varesele valu (2002) A varjú fájdalma - Juku, Kalle ja kotermann Tallinnas (2002) Juku, Kalle otthon és Tallinnban - Appi, appi, Triibu-Liine ehk Metsik kassistamine Vana-Inimlas (2002) - Siri Siiriuselt (2003) - Anna ja Aadama lood (2003) Anna és Ádám története | - Siil Felix ja päkapliks Kerli (2004) Sündisznó Félix és Kerli törpe - Väike draakon ja päkapikud (2005) A kis sárkány és a manók - Siil Felix ja sekelduste sügis (2005) Sündisznó Félix és az őszi bajok - Siil Felix ja kriminaalne loomaaed (2005) Sündisznó Félix és a bűnügyi állatkert - Hernetont Ernestiine (2005) - Koer tunneb koera". Sarjast Minu esimene raamat (2006) A kutya ismeri a kutyát (Az Első könyvem-sorozatból) - Seltsimees laps ja suured inimesed (2008) Gyerekek és nagyszerű emberek - Naljatilgad lähevad laulupeole (2009) A szórakoztató cseppek elmennek egy dalfesztiválra - Mustamäe sussimurdja (= Nagu kass ja koer) (2009) Mustamäe, a papucstépő (= Mint egy macska és egy kutya) - Miriami lood (2009) Miriam története - Samet ja saepuru ehk Seltsimees laps ja kirjatähed (2009) Bársony és fűrészpor vagy a gyermekek és a levelek - Jõuluvana, kes kartis lapsi (2010) Mikulás, aki fél a gyermekektől - Sinilillega lumememm (2013) Hóember kék virággal - Raha-haa-haa (2014) - Puudel Pedro ja igatsustasu (2014) Pedro uszkár vágyai - Jänesepoeg otsib sõpra (2015) A mezei nyúl fia barátot keres - Maimetsa laste lood (2015) Maimetsa gyermektörténetek - Jänes Juliuse arvuti (2019) A mezei nyúl számítógépe - Anni uhke uudis (2020) Anni büszke hírei |

## Magyarul
- A Tél-béke (vers) Dabi István fordítása; Utunk, 1979. július 13. / 28. szám
- Éjjeli kert (vers)  Dabi István fordítása[5]
- A gyermek elvtárs és a nagy emberek. Még egy történet a boldog gyermekkorból. Regény; ford. Jávorszky Béla; Magyar Napló, Bp., 2021
- Bársony és fűrészpor avagy A gyermek elvtárs és a betűk. Regény; ford. Jávorszky Béla; Írott Szó Alapítvány, Bp., 2023

## Díjai, elismerései

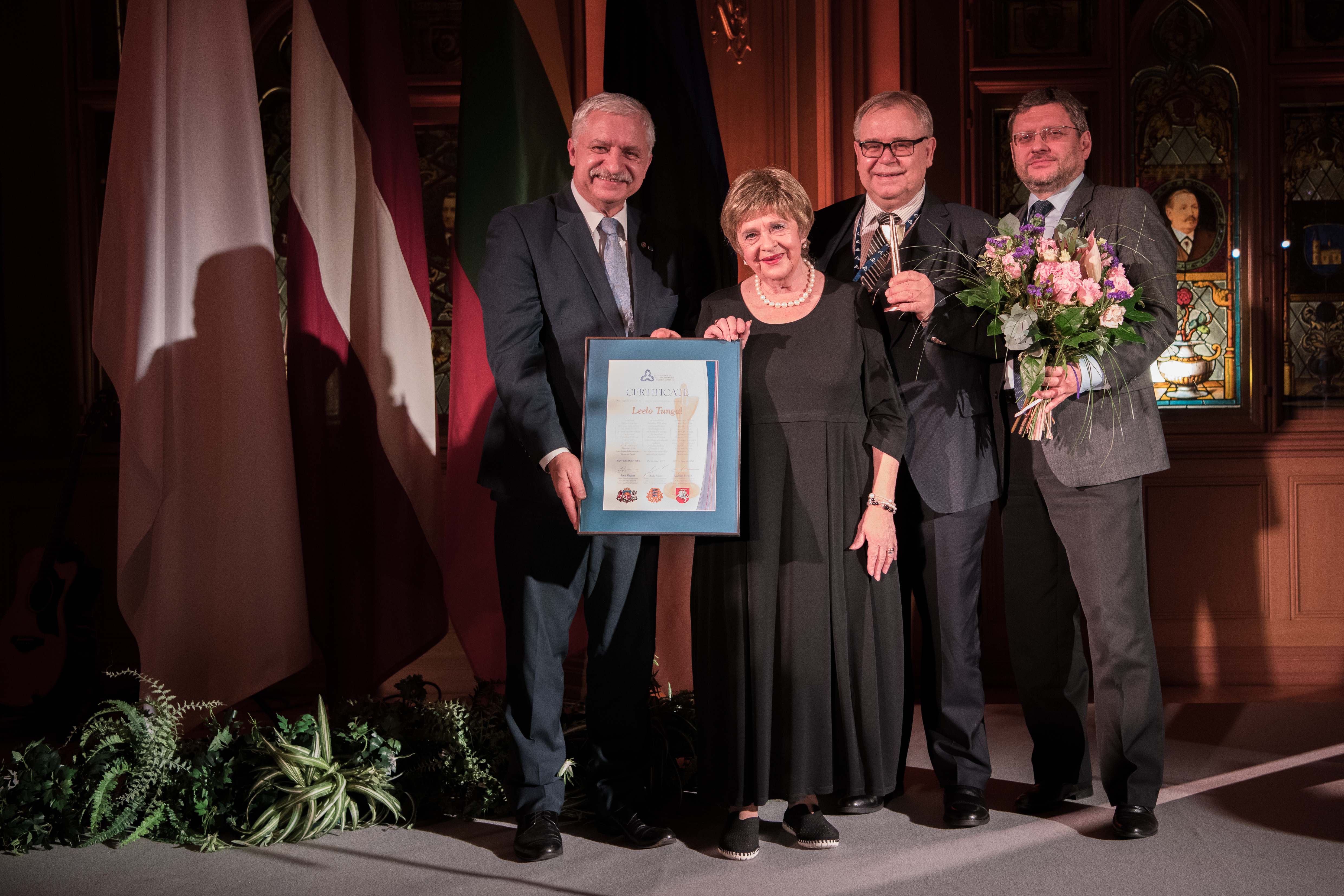
Leelo Tungal kapta a Balti Közgyűlés irodalmi díját (2019. november 28.)

- Anton Hansen Tammsaare – Albu önkormányzat díja (1993)
- Eduard Vilde-díj (1993)
- Karl Eduard Sööt-díj a gyermekversekért (1995, 2000, 2007)
- Az Észt Kulturális Főváros 1998 irodalmi díja (gyermekirodalom)
- A Fehér Csillag érdemrend IV. osztálya (2005)
- Ferdinand Johann Wiedemann-díj (2015)
- Az Észt Kulturális Főváros 2018. évi irodalmi díja (gyermekirodalom)
- Az Észt Kulturális Főváros 2019. évi életműdíja
- A 2019-es Virumaa irodalmi díj
- A 2019. évi Balti Közgyűlés irodalmi díja

## Fordítás
- Ez a szócikk részben vagy egészben  a   Leelo Tungal című német Wikipédia-szócikk ezen változatának fordításán alapul.  Az eredeti cikk szerkesztőit annak laptörténete sorolja fel. Ez a jelzés csupán a megfogalmazás eredetét és a szerzői jogokat jelzi, nem szolgál a cikkben szereplő információk forrásmegjelöléseként.
- Ez a szócikk részben vagy egészben  a   Leelo Tungal című észt Wikipédia-szócikk ezen változatának fordításán alapul.  Az eredeti cikk szerkesztőit annak laptörténete sorolja fel. Ez a jelzés csupán a megfogalmazás eredetét és a szerzői jogokat jelzi, nem szolgál a cikkben szereplő információk forrásmegjelöléseként.